# Kjell Nerpin
Kjell Torkelsson Nerpin, född 23 oktober 1925 i Skeppsholms församling i Stockholms stad, död 23 maj 2005 i Enköpings församling i Uppsala län, var en svensk militär.

## Biografi
Nerpin avlade studentexamen 1944 och blev samma år officersaspirant. Han avlade officersexamen vid Krigsskolan 1947 och utnämndes samma år till fänrik vid Svea livgarde, där han tjänstgjorde till 1962, befordrad till löjtnant 1949 och till kapten 1959. Han studerade vid Krigshögskolan 1957–1959, var aspirant vid Generalstabskåren 1959–1962 och inträdde i Generalstabskåren 1962. År 1964 övergick han till signaltrupperna och tjänstgjorde vid Upplands regemente 1964–1967, där han var kompanichef 1964–1965, befordrades till major 1965 och var bataljonschef tillika urvalsofficer 1965–1967. År 1967 befordrades han till överstelöjtnant, varefter han var stabschef vid staben i Örebro försvarsområde 1967–1971, var chef för Norrlands signalbataljon 1971–1977 och tjänstgjorde i Sektion 3 i Arméstaben 1977–1980. Från juni till oktober 1979 var han chef för svenska FN-bataljonen (74M) inom United Nations Emergency Force på Sinaihalvön. Nerpin befordrades till överste 1980, varpå han var ställföreträdande chef för Upplands regemente tillika ställföreträdande befälhavare för Uppsala och Västmanlands försvarsområden 1980–1985 och därefter chef för Planeringsenheten vid Drivmedelscentralen AB från 1985.
Kjell Nerpin var adjutant hos Gustaf VI Adolf från 1968 till kungens död 1973.
Kjell Nerpin var son till kommendörkaptenen av första graden Torkel Nerpin och Gertrud Cavallin. Han var gift första gången 1957–1970 med Märta Pettersson (1932–2024, gift Montgomery-Cederhielm 1970). Han var gift för andra gången från 1971 till sin död med Gudrun Hjelm (1931–2024). Kjell Nerpin är begravd i familjegraven på Norra begravningsplatsen i Solna tillsammans med bland andra föräldrarna och andra hustrun. Brodern Rolf var sjöofficer.

### Utmärkelser
- Riddare av första klassen av Svärdsorden, 1966.[12]